# Episodi di Casa dolce casa (terza stagione)
La terza stagione della sitcom italiana Casa dolce casa è andata in onda su Canale 5 a partire dal 1994.
| nº | Titolo                        | Prima TV Italia |
| -- | ----------------------------- | --------------- |
| 1  | Conti in rosso                | 1994            |
| 2  | Casa dolce casa?              | 1994            |
| 3  | Un'eredità coi fiocchi        | 1994            |
| 4  | La parabola                   | 1994            |
| 5  | Miseria e nobiltà             | 1994            |
| 6  | Roma città aperta             | 1994            |
| 7  | Quando la moglie è in vacanza | 1994            |
| 8  | Cerco lavoro                  | 1994            |
| 9  | La guerra dei Roses           | 1994            |
| 10 | La cappella sistina           | 1994            |
| 11 | Bianco Natale                 | 1994            |
| 12 | Banzai                        | 1994            |
| 13 | Torna a casa Jaky             | 1994            |
| 14 | Una donna chiamata cavallo    | 1994            |
| 15 | Mi ritorni in mente           | 1994            |
| 16 | Tra moglie e marito           | 1994            |
| 17 | Attenti al topo               | 1994            |
| 18 | La pancia non c'è più         | 1994            |
| 19 | Fisco per fiasco              | 1994            |
| 20 | Canzoni stonate               | 1994            |